# Безьє (футбольний клуб, 1911)
«Безьє» (фр. AS Béziers) — колишній французький футбольний клуб з однойменного міста, що існував з 1911 по 1990 рік. Домашні матчі проводив на арені «Стад де Саукльє», що вміщує 12 000 глядачів
Спортивний клуб «Безьє» більш знаменитий своєю регбійною командою, що є 11-разовим чемпіоном Франції.

## Історія
Клуб був заснований в 1911 році і тривалий час грав у нижчих лігах. У 1945 році клуб отримав професіональний статус, завдяки якому він міг брати участь у матчах Дивізіону 2, де провів наступні 12 років. У 1957 році клуб зайняв друге місце, завдяки чому вперше в історії просунувся до елітного дивізіону. 
У сезоні 1957/58 «Безьє» єдиний раз у своїй історії грав у Дивізіоні 1, вищому французькому дивізіоні, але посів лише останнє, 18-е місце.
Протягом наступних 29 років (з двома перервами в 1969/70 і 1972/73) клуб виступав у другому дивізіоні. Після того у команди почались фінансові проблеми і 1987 році клуб знизився до третього дивізіону, а наступного року — до четвертого. 
В результаті футбольна команда «Безьє» була розформована у 1990 році. Згодом у 2007 році на її базі була створена нова команда «Безьє».

## Відомі гравці
- Ернст Стояспал
- Клод Аббе
- Жуль Девак
- Жерар Жанвйон
- Жан Фернандес
- Йожеф Гумпал

## Відомі тренери
- Жозеф Боннель
- Дені Лавань
- Рене Лланс
- Воїслав Мелич